# Павловский, Владимир Станиславович
Влади́мир Станисла́вович Павло́вский (14 апреля 1980, Бровары) — украинский гребец, выступает за сборную Украины по академической гребле с начала 2000-х годов. Участник двух летних Олимпийских игр, чемпион Европы, серебряный призёр чемпионата мира, многократный победитель и призёр этапов Кубка мира, регат национального значения. На соревнованиях представляет спортивный клуб «Дзержинка», заслуженный мастер спорта Украины.

## Биография
Владимир Павловский родился 14 апреля 1980 года в городе Бровары Киевской области Украинской ССР. Активно заниматься академической греблей начал в возрасте восемнадцати лет, проходил подготовку в днепродзержинском спортивном клубе «Дзержинка». В разное время тренировался под руководством таких специалистов как Анатолий Цоцко, Дмитрий Краснобрижий, Николай Довгань, Виктор Потапенко, Владимир Опальник.
Первого серьёзного успеха добился в 2001 году, когда попал в состав сборной Украины и побывал на молодёжном чемпионате мира в Австрии, где занял девятнадцатое место в зачёте парных двухместных экипажей. Год спустя дебютировал на взрослом международном уровне, на мировом первенстве в испанской Севилье финишировал в парных одиночках тринадцатым. Ещё через год в той же дисциплине участвовал в финальных заездах нескольких этапов Кубка мира, тогда как на чемпионате мира в Милане показал шестнадцатый результат. В 2005 году в парных двойках выиграл бронзу на этапе мирового кубка в Мюнхене, затем на чемпионате мира в японском Кайдзу занял пятое место, немного не дотянув до призовых позиций. В следующем сезоне завоевал серебряную медаль на чемпионате мира в Итоне, пропустив вперёд только титулованный четырёхместный экипаж из Польши. В 2007 году в парных четвёрках был шестым на первенстве мира в Мюнхене и четвёртым на первенстве Европы в Познани.
Благодаря череде удачных выступлений в 2008 году Павловский удостоился права защищать честь страны на летних Олимпийских играх в Пекине — с экипажем, куда также вошли гребцы Олег Лыков, Сергей Гринь и Сергей Билоущенко, в финальном заезде пришёл к финишу восьмым. Также в этом олимпийском сезоне в четвёрках выиграл бронзу на чемпионате Европы в Афинах.
На чемпионате мира 2009 года в польской Познани Павловский был в четвёрках всего лишь восьмым, зато на чемпионате Европы в белорусском Бресте обогнал в той же дисциплине всех соперников и получил медаль золотого достоинства. Год спустя выиграл бронзу на европейском чемпионате в португальском городе Монтемор-у-Велью, в то время как на чемпионате мира в Новой Зеландии закрыл десятку сильнейших. В 2011 году на чемпионате Европы в Пловдиве занял пятое место, при этом в зачёте чемпионата мира, прошедшего на Бледском озере в Словении, был одиннадцатым. Позже прошёл отбор на Олимпийские игры 2012 года в Лондон — с четырёхместным парным экипажем, куда помимо Гриня попали также гребцы Константин Зайцев и Иван Довгодько, дошёл до утешительного финала «Б» и расположился в итоговом протоколе на девятой строке.
После двух Олимпиад Владимир Павловский остался в основном составе украинской национальной сборной и продолжил принимать участие в крупнейших международных регатах. Так, в 2013 году он выступил на чемпионате Европы в Севилье, заняв в парных двойках десятое место. Год спустя соревновался на европейском первенстве в сербском Белграде, занял восьмое место в распашных восьмиместных экипажах с рулевым. За выдающиеся спортивные достижения удостоен почётного звания «Заслуженный мастер спорта Украины».